# Kankerlijers
Kankerlijers (werktitel Groeten van de Chemo) is een Nederlandse dramafilm uit 2014. De film is een Nederlandse bewerking van Spaanse Planta 4A uit 2003 van Antonio Mercero, die de Nederlandse Cinekid Award van 2005 won. Lodewijk Crijns is verantwoordelijk voor het herschreven script en de regie voor de film.

## Verhaal
Nick, Iwan, Olivier en Pepijn zijn tieners met botkanker die in een ziekenhuis liggen op de afdeling kinderoncologie. Van Nick en Iwan is een been geamputeerd. Olivier weigert verdere chemotherapie. Pepijn moet naar de kernreactor voor bestraling. Nick weigert contact met zijn vader.
Ondanks alles kunnen ze zich goed amuseren. Ze zijn ook blij verrast dat Gina op de afdeling wordt opgenomen (op de kamer van Iwan). In eerste instantie sluit Gina zich volledig af voor de pogingen van de jongens om indruk op haar te maken en met haar in contact te komen. Maar als Gina’s vriendinnen het af laten weten, beseft ze dat vriendschap met de jongens de enige remedie is tegen het deprimerende verblijf in het ziekenhuis.
De jeugdige kankerpatiënten gaan op pad om verschillende afdelingen in het ziekenhuis te bezoeken, en  rolstoelraces door de gangen van het ziekenhuis te houden, en bij Alfredo van de technische dienst wiet te roken.
Oncoloog Galwaard geeft Nick, Iwan en Olivier een stevige reprimande, en vertelt ze dat Pepijn is overleden. Dat vinden ze wel heel triest. Nick herstelt het contact met zijn vader. Olivier wordt verliefd op anorexiapatïente Daphne en spreekt met haar af dat zij weer gaat eten, en hij chemotherapie gaat ondergaan.
Een feest dat de jongens hebben georganiseerd, maar dat voor straf verboden dreigde te worden, mag toch doorgaan doordat oncoloog Marco een goed woordje voor ze doet. Alfredo regelt als dj hun held Diggy Dex.
Gina blijkt geen kanker te hebben. Op het feest zoent ze tot hun grote genoegen met Iwan en Nick. Ze vinden het fijn voor haar dat ze naar huis mag, maar ook jammer.

## Rolverdeling
- Gijs Blom als Olivier
- Massimo Pesik als Nick
- Jasha Rudge als Iwan
- Ramon Verkooijen als Pepijn
- Vera van der Horst als Gina
- Sem de Vlieger als Daphne
- Hans Hoes als oncoloog Galwaard
- Marcel Hensema als oncoloog Marco
- Nicolette van Dam als zuster Esmee
- Leo Hogenboom als senior kinderarts
- Kees Boot als fysiotherapeut
- Negativ als Alfredo
- Diggy Dex als zichzelf